# Ranunculus balikunensis
Ranunculus balikunensis là một loài thực vật có hoa trong họ Mao lương. Loài này được J.G. Liou miêu tả khoa học đầu tiên năm 1992.